# Plusiotricha dyscapna
Plusiotricha dyscapna är en fjärilsart som beskrevs av Fletcher 1963. Plusiotricha dyscapna ingår i släktet Plusiotricha och familjen nattflyn. Inga underarter finns listade i Catalogue of Life.